# Palkerplein
Het Palkerplein is een plein en verkeersknooppunt op de grens van de gemeenten Wijchen en Nijmegen in de Nederlandse provincie Gelderland.
Het plein, dat uitgevoerd was als een dubbele rotonde met verkeerslichten, verbindt het bedrijfsterrein Bijsterhuizen met de Provinciale weg 326. Het vormt de overgang van de A326 in de N326. De A326 liep voor de aanleg van het plein door tot Knooppunt Lindenholt waar het aansloot op de A73. Het plein is rond 1995 aangelegd en op het plein is het markante kunstwerk Blokken van Peter Struycken geplaatst dat van 1983 tot 1990 op het Takenhofplein in Nijmegen stond. In het voorjaar van 2011 werd het plein gereconstrueerd naar een turborotonde. In juli 2014 werd bekend dat de gemeente Wijchen haar deel van het plein voor 1 euro aan Nijmegen gaat verkopen. Ook de overige grondeigenaren Waterschap Rivierenland en de Gemeenschappelijke Regeling (GR) Bijsterhuizen verkopen hun deel aan de gemeente Nijmegen.

## Aansluitende wegen
| Aansluitende wegen        | Aansluitende wegen                     | Aansluitende wegen                 | Aansluitende wegen | Aansluitende wegen |
| ------------------------- | -------------------------------------- | ---------------------------------- | ------------------ | ------------------ |
|                           |                                        | richting Bijsterhuizen (1000-2500) |                    |                    |
|                           |                                        |                                    |                    |                    |
| Wezelpad richting Wijchen | Wijchenseweg richting Nijmegen / Kleef |                                    |                    |                    |
|                           |                                        |                                    |                    |                    |
|                           |                                        | richting Bijsterhuizen (3000-4000) |                    |                    |